# Prix Claude-Jutra pour la relève
Pour les articles homonymes, voir Prix Claude-Jutra (homonymie).
Les prix Claude-Jutra pour la relève ou bourse Claude-Jutra sont des récompenses cinématographiques canadiennes remises de 1988 à 2006 par l'Association québécoise des critiques de cinéma (AQCC) et l'Office franco-québécois pour la jeunesse (OFQJ) dans le cadre des Rendez-vous du cinéma québécois afin d'encourager un jeune cinéaste québécois ayant réalisé un court ou un moyen métrage.

## Palmarès
- 1988 : Denis Laplante pour Un trou au cœur
- 1989 : André Turpin pour Comme hier matin
- 1990 : Pierre Sylvestre pour Premier Regard
- 1991 : Yves Lafontaine (médias) pour J'entends le noir
- 1992 : Manon Briand pour Les Sauf-conduits
- 1993 : Jean-Marc Vallée pour Stéréotypes
- 1994 : Bruno Boulianne pour Un cirque sur le fleuve
- 1995 : Geneviève Desautels et Bruno Santerre pour Marie Dormante
- 1996 : Lucie Lambert pour Paysage sous les paupières
- 1997 : Hugo Brochu pour Anna à la lettre C
- 1998 : Dominic Gagnon pour Béluga Crash Blues
- 1999 : Serge Marcotte pour The Sickroom
- 2000 : Jean-François Asselin pour La Petite Histoire d’un homme sans histoire
- 2001 : Stefan Miljevic pour Monsieur Monsieur
- 2002 : Vincent Guignard pour Élégie helvétique
- 2003 : Stéphane Thibault et Karina Goma pour Les Justes
- 2004 : Elisapie Isaac pour Si le temps le permet
- 2005 : Émile Proulx-Cloutier pour Papa
- 2006 : Maryse Legagneur pour Au nom de la mère et du fils